# Cupido (album)
 (juillet 2023).
La mise en forme du texte ne suit pas les recommandations de Wikipédia : il faut le « wikifier ».
Les points d'amélioration suivants sont les cas les plus fréquents :
- Les titres sont pré-formatés par le logiciel. Ils ne sont ni en capitales, ni en gras.
- Le texte ne doit pas être écrit en capitales (les noms de famille non plus), ni en gras, ni en italique, ni en « petit »…
- Le gras n'est utilisé que pour surligner le titre de l'article dans l'introduction, une seule fois.
- L'italique est rarement utilisé : mots en langue étrangère, titres d'œuvres, noms de bateaux, etc.
- Les citations ne sont pas en italique mais en corps de texte normal. Elles sont entourées par des guillemets français : « et ».
- Les listes à puces sont à éviter, des paragraphes rédigés étant largement préférés. Les tableaux sont à réserver à la présentation de données structurées (résultats, etc.).
- Les appels de note de bas de page (petits chiffres en exposant, introduits par l'outil «  Source ») sont à placer entre la fin de phrase et le point final[comme ça].
- Les liens internes (vers d'autres articles de Wikipédia) sont à choisir avec parcimonie. Créez des liens vers des articles approfondissant le sujet. Les termes génériques sans rapport avec le sujet sont à éviter, ainsi que les répétitions de liens vers un même terme.
- Les liens externes sont à placer uniquement dans une section « Liens externes », à la fin de l'article. Ces liens sont à choisir avec parcimonie suivant les règles définies. Si un lien sert de source à l'article, son insertion dans le texte est à faire par les notes de bas de page.
- La présentation des références doit suivre les conventions bibliographiques. Il est recommandé d'utiliser les modèles {{Ouvrage}}, {{Chapitre}}, {{Article}}, {{Lien web}} et/ou {{Bibliographie}}. Le mode d'édition visuel peut mettre en forme automatiquement les références.
- Insérer une infobox (cadre d'informations à droite) n'est pas obligatoire pour parachever la mise en page.

Pour une aide détaillée, merci de consulter Aide:Wikification.
Si vous pensez que ces points ont été résolus, vous pouvez retirer ce bandeau et améliorer la mise en forme d'un autre article.
Pour les articles homonymes, voir Cupido (homonymie).
Albums de Martina Stoessel
Tini Tini Tini
(2020) Un Mechón de Pelo
(2024)
Singles
1. Miénteme
Sortie : 29 avril 2021
2. Maldita Foto
Sortie : 19 août 2021
3. Bar
Sortie : 11 novembre 2021
4. Fantasi
Sortie : 17 février 2022

Cupido est le quatrième album studio de la chanteuse Martina Stoessel alias Tini. Il est sorti le 17 février 2023 sous les labels Hollywood Records et 5020 RCRDS (Sony Music).

## Composition de l'album
Il est composé de 14 titres dont sept chansons en collaboration avec des artistes se trouvant sur le continent américain tel que Steve Aoki, Becky G, Anitta, Béele et Manuel Turizo. Ainsi qu'avec des artistes argentins tel que La Joaqui, Tiago PZK, L-Gante et Maria Becerra avec qui elle avait déjà collaboré en 2020 pour la chanson High Remix.

## Succès et records
Parmi ces chansons, cinq ont dépassé les 100 millions sur YouTube. Il s'agit de Miénteme, Bar, La Triple T, Cupido et Muñecas. Et sept ont dépassé les 100 millions sur Spotify : Miénteme, Cupido, La Triple T, Bar, Muñecas, La Loto et Fantasi.
Certaines de ses chansons ont battu les records qu'elle a pu atteindre auparavant. En effet, Miénteme qui fut un succès mondial dès sa sortie. En effet, la chanson atteint les 1 million sur YouTube en seulement quatre heures après sa sortie. Aujourd'hui, elle continue d'être un succès mondial. En effet, elle atteint presque les 600 millions sur YouTube et Spotify. Elle se trouve aussi encore quelquefois dans les Top Spotify même un an après être sortie. 
C'est aussi la première fois dans un album que deux de ses chansons en solo dépassent les 100 millions sur YouTube et Spotify. Il s'agit de La Triple T et Cupido.
Le titre de l'album Cupido après s'être classé dans le Top 200 Global su Spotify sur la même plate-forme le 13 mars, la chanson se classe dans plusieurs pays d'Europe dans le Top Viral Songs. 
L'album quant à lui continue de rester dans le Top Global Spotify. En effet, cela fait 5 mois qu'il y reste, il fut l'un des albums argentins atteignant le Top 20. Pour la première fois, un de ces albums la semaine de sa sortie fut dans le Top 200 en Italie, il était à la 193e position et se classe 6e en Espagne. 

## Chansons
Cet album débute en 2021 avec la chanson Miénteme sortie le 29 avril 2021, suivie de Maldita Foto le 19 août 2021, de Bar le 11 novembre, de Fantasi le 17 février 2022, de La Triple T le 5 mai 2022, de Carne y Hueso le 19 mai 2022, de La Loto le 6 juillet 2022, de El Último Beso le 15 septembre 2022 et de Muñecas le 12 janvier 2023.
D'autres chansons en solo sont sorties avec l'album telles que Te Pido, Las Jordans, Beso en las Rocas, 7 Veces ainsi que Cupido qui est sortie deux jours avant.
Ces chansons ont été chantées en concert lors de la tournée du Tini Tour, mise à part Beso en las Rocas.

## Liste des titres
| Ordre des chansons | Titres            | Collaboration              | Durée des chansons | Compositeur des chansons |
| ------------------ | ----------------- | -------------------------- | ------------------ | --- |
| 1.                 | Cupido            |                            | 2:54               | Martina Stoessel, Mauricio Rengifo, Andrés Torres, Andrea Mangiamarchi (Elena Rose) |
| 2.                 | Te Pido           |                            | 2:54               | Martina Stoessel, Mauricio Rengifo, Andrés Torres, Andrea Mangiamarchi (Elena Rose) |
| 3.                 | Muñecas           | ft La Joaqui et Steve Aoki | 2:36               | Martina Stoessel, Steve Aoki, Oscar Escobar, Andrea Mangiamarchi (Elena Rose), Rafael Rodriguez, Steve Salazar, David Orea, Juan Jose Arias, Santiago Naranjo Lopez, Juan David Correa Cardona, Donny Flores, Joaquinha Lerena De La Riva (La Joaqui), Mauricio Rengifo, Andrés Torres |
| 4.                 | El Último Beso    | ft Tiago PZK               | 3:17               | Martina Stoessel, Mauricio Rengifo, Andrés Torres, Andrea Mangiamarchi (Elena Rose), Tiago Uriel Pacheco Lezcano, Daniel Rondón, Richi López, Mauro Ezequiel Lombardo (Duki) |
| 5.                 | Carne y Hueso     |                            | 2:58               | Martina Stoessel, Mauricio Rengifo, Andrés Torres, Andrea Mangiamarchi (Elena Rose) |
| 6.                 | La Loto           | ft Becky G et Anitta       | 3:10               | Martina Stoessel, Mauricio Rengifo, Andrés Torres, Andrea Mangiamarchi (Elena Rose), Rebbeca Marie Gomez, Larissa De Macedo Machado |
| 7.                 | Las Jordans       |                            | 2:24               | Martina Stoessel, Mauricio Rengifo, Andrés Torres, Andrea Mangiamarchi (Elena Rose) |
| 8.                 | Beso en las Rocas |                            | 2:24               | Martina Stoessel, Mauricio Rengifo, Andrés Torres, Andrea Mangiamarchi (Elena Rose) |
| 9.                 | 7 Veces           |                            | 2:54               | Martina Stoessel, Ricardo Lopez, Jaime Martín James (Louta), Carolina Colón Juarbe (Gale), Pablo Preciado |
| 10.                | Fantasi           | ft Béele                   | 2:38               | Martina Stoessel, Mauricio Rengifo, Andres Torres, Brandon De Jesús López Orozco (Béele), Diego Leon Velez (SuperDakis) |
| 11.                | Miénteme          | ft María Becerra           | 2:45               | Andres Torres, Mauricio Rengifo, Martina Stoessel, Andrea Mangiamarchi (Elena Rose), María Becerra, Enzo Ezequiel Sauthier |
| 12.                | Maldita Foto      | ft Manuel Turizo           | 3:10               | Andrés Torres, Mauricio Rengifo, Martina Stoessel, Manuel Turizo Zapata, Julián Turizo Zapata, Juan Diego Medina Vélez |
| 13.                | Bar               | ft L-Gante                 | 2:40               | Martina Stoessel, Mauricio Rengifo, Andres Torres, Andrea Mangiamarchi (Elena Rose), Kevin Rivas, Elian Angel Valenzuela |
| 14.                | La Triple T       |                            | 2:47               | Martina Stoessel, Mauricio Rengifo, Andres Torres, Andrea Mangiamarchi (Elena Rose) |